# Hugo Chaim Adler
Hugo Chaim Adler (geboren 17. Januar 1894 in Antwerpen; gestorben 24. Dezember 1955 in Worcester, Massachusetts) war ein belgischer Komponist, Kantor und Chorleiter jüdischen Glaubens.

## Leben
Adler wurde 1896 als Sohn von Simon und Emma Adler, geb. Dahl in Antwerpen geboren. Er studierte an Konservatorien in Köln (1915–1916) und Frankfurt (1920) und war von 1924 bis 1926 ein Schüler des österreichischen Komponisten Ernst Toch.
Von 1922 bis 1938 wirkte Adler als Kantor (ab 1930 als Oberkantor) und Lehrer für Hebräisch und Musik an der Hauptsynagoge in Mannheim. Er vertonte von Franz Rosenzweig übersetzte hebräische Poesie. Nachdem er im Anschluss an die Reichspogromnacht im November 1938 im Konzentrationslager Dachau inhaftiert gewesen war, floh er Ende 1938 in die Vereinigten Staaten, wo er von 1939 bis 1955 als Kantor am Temple Emanuel in Worcester, Massachusetts, tätig war.
Adler war mit Selma Rothschild verheiratet, mit der er zwei Kinder hatte. Er ist der Vater des zeitgenössischen deutsch-amerikanischen Komponisten und Dirigenten Samuel Hans Adler.

## Werke (Auswahl)
- Gesänge für die Wallfahrts-Feste für Kantor, drei- und vierstimmigen Chor und Orgel, 1928 OCLC 14192705 I  Hallel-Gebete II Ausheben und Einheben der Thora III Das Mussaf-Gebet
- Die Gesänge an den hohen Festen für Kantor, gemischten Chor und Orgel, 1928 OCLC 14192705  Erstes Buch. 1. Teil: Abendgebete für  Rosch ha-Schana und Jom-kippur, 2. Teil: Abendgebete: Seelen-Feier, 3. Teil: Das Neilah Gebet, Zweites Buch: Ausheben der Thora, Beim Ausheben der Thora, Mussafgebet am Rosch-haschonoh, Mussafgebet am Jom-Kippur, Die Awoda im Mussafgebet am Jom-Kippur
- Licht und Volk, Lehrkantate, Text: Max Grünewald, K. F. Heckel, Mannheim, 1928 OCLC 1323027639
- To Zion, 1930
- Toccata und Fuge, über ein hebräisches Thema, für Orgel op. 10, 1931 OCLC 1323185661
- Hiob,  drei Abschnitte aus der Bibel, für Soli, Chor und Kammerorchester op. 15, Nachdichtung von Max Grünewald 1932 OCLC 1323126228
- Balak und Bileam, Biblische Scene aus der Schriftübertragung Die Schrift von Martin Buber, G. Sander, Mannheim, 1934 OCLC 173030095
- Shirah Chadashah,  eine hebräische Chorsuite op. 18, M.W. Kaufmann, Leipzig, 1935 OCLC 43804926
- Die Lichter sprechen, ein Weihespiel zu Chanukka für zweistimmigen Kinderchor, Streicher und Klavier,  Berlin, 1937 OCLC 20145051
- Sechs hebräische Volkslieder für vierstimmigen gemischten Chor a cappella, Hugo Adler, Mannheim, 1937 OCLC 970963053 Das Werk erhielt 1937 den ersten Preis bei einem Kompositionswettbewerb des „Jüdischen Kulturbundes“ in Berlin.
- Vier hebräischer Volkslieder für Sologesang und Klavier op. 20 OCLC 14373207 I Libi bemisrach (Libi ba-mizraḥ)  II Kinereth (Kineret) III Lemoladti (Le-moladeti) IV Tow lischtot (Ṭov lishtot)
- Akedah, Biblische Legende für Soli, Chor, Orchester und Klavier. Op. 23, Deutscher Text nach Kapitel Genesis 22 aus der Bibelübertragung Die Schrift von Martin Buber und Franz Rosenzweig,  Mannheim, 1938 OCLC 43804978 OCLC 14283839
- Shomer Yisrael [Hüter Israels] für vierstimmigen gemischten Chor mit Begleitung von Klavier oder Orgel,  Transcontinental Music, New York, 1940 OCLC 41153749
- Sabbath morning service OCLC 14283824
- Drei Stücke für Violine und Klavier pieces op. 26, Hugo Adler, Worcester, 1942 OCLC 164584942 III Akedah [Offertorium]
- The Jewish year in melody :[Das jüdische Jahr in Melodie], Variationen über eine hebräische Melodie für zwei Violinen und Klavier op. 27, 1942 komponiert OCLC 1296546749
- Jonah, 1944
- Nachlath Israel, 1952
- Marcello's 19th psalm, 1953
- Songs of exile für Solosopran, gemischten Chor und Orgel, Text: Jehuda ha-Levi, englische Übersetzung: Nina Davis OCLC 1323159620